# ستيلو (عملة)
«ستيلو» وتعني في لغة إسبرانتو: نجمة، جمعها ستيلوج، هي العملة النقدية للإسبرانتيين من 1945 إلى 1993. وتستخدمها في الوقت الحالي (بدءًا من 2012) منظمات شباب الإسبرانتو (عملة ستيلوج بلاستيكية) وأحد أهدافها إيجاد عملة عالمية واحدة. أنهت الحرب العالمية الأولى محاولات سابقة لإيجاد عملة عالمية موحدة تدعى «سبيسو». لفترة من الوقت، أصدرت «الرابطة العالمية»، وهي جزء من حركة إسبرانتو، قسائم وعملات معدنية مقومة بعملة ستيلو، في محاولة لربط الستيلو بالعملات الحالية على أساس القوة الشرائية النسبية في الدول المختلفة.

## سبيسو
كانت الحاجة لعملة ذات قوة شرائية ثابتة أمرًا شديد الأهمية للإسبرانتيين المهتمين بالعلاقات الدولية. لإحياء الذكرى الخامسة والعشرين للإسبرانتو في عام 1912، صنعت الشركة السويسرية «هولي فرير» عملات معدنية للرابطة العالمية للإسبرانتو، باسم «سبيسو» وجمعها «سبيسوج»، فئاتها: سبيسديكو وتعادل 10 سبيسوج، سبيسينتو تعادل 100 سبيسوج، سبيسميلو تعادل 1000 سبيسموج، سبيسدكميلو تعادل 10000 سبيسموج. ولكن الحرب العالمية الأولى وضعت حدًا لهذه المبادرة.

## تأسيس الرابطة العالمية
في الذكرى الخامسة والعشرين لوفاة ل.ل. زمنهوف التي صادفت يوم 14 أبريل 1942، اجتمعت مجموعة من الإسبرانتيين المخلصين سرًا في منزل خاص في لاهاي لإحياء ذكراه. كانت هولندا تحت الاحتلال النازي وقد اختبرت المجموعة طغيان الدولة البوليسية. كان الإسبرانتيون من الجماعات التي تعرضت بشكل خاص للاضطهاد من قبل النازيين ووصل الأمر للإبادة، أراد أفراد المجموعة في ذلك الوقت أن يعملوا معًا لأداء المهمة المكرسة لإنقاذ الجنس البشري من «كارثة عالمية».
وافق الإسبرانتيون بعد النقاش على تشكيل «الرابطة العالمية» لتكون منظمة هدفها الأساسي تنفيذ برنامج زمنهوف الأصلي: توحيد الإنسانية في سلام عبر لغة موحدة، بتطبيق شعار: «عالم واحد، لغة واحدة، عملة واحدة»، شجعت المجموعة من مقرها في هولندا على استخدام الستيلو كعملة نقدية عالمية.
مع تأسيس الرابطة العالمية، بدأت الرغبة التي صرح عنها المتوفى زمنهوف والإسبرانتيون من مختلف بقاع الأرض قبل وبعد الحرب العالمية الثانية تؤتي أُكُلها. دعا المشاركون الأصليون الإسبرانتيين المعروفين سرًا للمشاركة في النقاشات. شُكلت لجنة تحضيرية لتطوير الأفكار وإصلاحها. في 1 أبريل 1945 كشفت اللجنة عن مفهومها الأساسي للعالم. وأحد أهدافها المعلنة آنذاك: «السعي من أجل إيجاد عملة عالمية قائمة على الوحدة النقدية العالمية الستيلو».
في 16 مارس 1946 عقد أول مؤتمر عالمي للرابطة في لاهاي. وافق الأعضاء البالغ عددهم 1294 في ذلك اللقاء على الدستور، الذي كان أحد أهدافه المعلنة سك عملة الستيلو بقيمة متفق عليها عالميًا ومستقرة. انتخب الأعضاء لجنة لوضع التفاصيل الإضافية حول استخدام الستيلو.  في البداية، عُينت المساهمة التي تقدم لنيل العضوية مدى الحياة أساسًا لقيمة الستيلو. سرعان ما أعلن عن أن قيمة الستيلو ستكافئ سعر الرغيف العادي من الخبز في هولندا، وكان ثمن الرغيف حينها 0.25 خولده هولندي.
أكد مؤتمر 1946 مجددًا على الشعار: «عالم واحد، لغة واحدة، عملة واحدة». كانت للرابطة علاقات تجارية مع البنوك في ست دول (بلجيكا والدنمارك وألمانيا وإيطاليا والسويد وسويسرا)، إضافة إلى ثلاثة بنوك هولندية. حافظت الرابطة العالمية على الحسابات المصرفية في كل تلك البنوك وفق محاسبة منهجية تحقق التوازي بين العملة المحلة والستيلوج، ووظفت وكلاء في 14 دولة أخرى. قدم هؤلاء الممثلون التقارير عن تعاملاتهم المالية على أساس الستيلو.

## الاستقرار النقدي
يبين أرشيف الرابطة العالمية نية الرابطة بسك عملة نقدية ذات قيمة ثابتة. رأت الرابطة أن هذا الاستقرار هو السبيل الوحيد لتخليص العالم من الفروق الاقتصادية التي تدفع الشعوب للصراع.
استندت أسعار صرف الستيلو خارج هولندا إلى أسعار صرف العملات الأخرى نقلًا عن أكبر بنك تجاري في هولندا.

### القسائم
اضطر الإسبرانتيون بدايةً إلى التخلي عن اتخاذ المزيد من الخطوات، كتأسيس بنكهم الخاص المزود بنظام دفع وشيكات معتمد على مستوى العالم وسك العملات المعدنية والأوراق النقدية. في ذلك الوقت كانت الدول المختلفة تضع قواعد صارمة على التعاملات المالية الدولية خشية الهجمات المالية الخارجية.
في مرحلة مبكرة تمكنت الرابطة عام 1945 من إصدار قسائم الستيلو الأولى «بريميو كوبونو» والتي بقيت صالحة حتى 1950. يطرح كل إصدار لقسيمة جديدة في السوق ليكون صالحًا لخمس سنوات. استخدمت القسائم لدفع الاشتراكات والإعلانات وتكاليف المشاركة في النشاطات وما إلى ذلك. مُنح أعضاء الرابطة القسائم على شكل مكافآت يحصلون عليها عند تقديم أعضاء جدد للرابطة، أو في المسابقات. وفقًا لتقرير في مجلة «لا براكتيكو» فإن استخدام قسيمة «بريميو كوبون» ازدهر واعتاد الإسبرانتيون أن يدفعوا من خلالها، في مؤتمرات إسبرانتو العالمية على سبيل المثال.
تطور فيما بعد ركود الستيلو. أراد مؤسسو الرابطة العالمية أن يظهروا حسن النية عبر المحافظة على قيمة ثابتة للستيلو. ولكن جهودهم كانت محكومة بالفشل. ازداد سعر رغيف الخبز الهولندي تدريجيًا، ولم يفكر أحد بتعديل العلاقة بين الستيلو والخولده الهولندي، بقيت النسبة بين الستيلو والخولده أربعة ستيلو مقابل واحد خولده، وكانت جداول تحويل العملات المصرفية في الدول الأخرى تبقي قيمة الستيلو ثابتة. تخلت الرابطة العالمية عن فكرة مسك دفاتر التعاملات بالستيلو، فلم يكتسب أحد خبرة التعامل بعملة ثابتة القيمة. لا عجب في أن الستيلو فقدت سمعتها وندر استخدامها حتى بين الإسبارتيين.

### سك العملة
في خمسينيات القرن الماضي نمت عضوية الرابطة العالمية وبلغت 15000 إسبارتيًا. في عام 1959 حقق الإسبارتيون حلمهم القديم في سك عملة للإسبرانتو، في فئات واحد ستيلو (برونز) وخمسة ستيلو (نحاس أصفر) وعشرة ستيلو (كوبرنيكل). بعد أن أصبحت الرابطة العالمية غنية من إيرادات مبيعات السلع في جميع أنحاء العالم، تقدمت إلى الشركة الملكية الهولندية لسك العملة في أوترخت بطلب لسك عملتها الخاصة. عوضت الرابطة هذا الاستثمار بسرعة وكانت قادرة على سك فئة رابعة من العملة في عام 1965، وهي عملة معدنية من الفضة بقيمة 25 ستيلوج، وبيعت بشكل جيد. سكت أيضًا قطع معدنية من الكوبرنيكل والذهب من فئة 25 ستيلوج.
لكن الحلم الآخر حول محافظة الستيلو على قيمة ثابتة بات منسيًا تقريبًا، إلا بين أعضاء الرابطة القدامى. سقطت الرابطة بهدوء وبالكاد فعلت شيئًا، وظلت تنشر المجلة المصورة «لا براكتيكو». وصار عنوانها الفرعي الجديد «مجلة لمواطني العالم» بعد أن كان «مجلة للتعليم والترفيه». توقفت الإصدارات الدورية عام 1970 عندما اضطر «أندريو تسيه» الذي كان محرر المجلة منذ 1946 للتقاعد بسبب سوء حالته الصحية. وبقي الدكتور تسيه في دار للرعاية حتى وفاته عام 1979.

## دور لورنس مي
بعث لورنس رمقًا من الحياة في الرابطة العالمية. في عام 1973 أصبح مي وزوجته شركاء في العمل في مكتب رئاسة منظمة العالمية للإسبرانتو. في السنة التالية اختارت الرابطة العالمية بعض الأعضاء المخلصين ليقودوا تجديد الرابطة في سعيها للسلام عبر التعاون مع الرابطة العالمية للاتحاد العالمي (الحركة الفدرالية العالمية) والرابطة العالمية للإسبرانتو.
على مدى عامين، عززوا تطوير الستيلو لتكون عملة عالمية. بعد نقاش طويل توصلوا إلى أن الستيلو يجب أن يُعدَل لتصبح قيمته نصف خولده بدلًا من ربعها. قادت المزيد من النقاشات إلى إصلاح قيمة الستيلو. كتب مي لاحقًا مقالة مهمة وشاملة عن تطوير الستيلو بعنوان (الوحدة النقدية المستقرة للإسبرانتيين: الستيلو)، ظهرت المقالة في عام 2000 للمرة الأولى في الكتاب السنوي للجمعية الأوروبية للعملة والخزينة، وهي اتحاد لجمعيات النقود الناطقة بالهولندية.

## القيمة الثابتة
تعني القيمة الثابتة للستيلو أنه اعتبارًا من تاريخ محدد، تبقى القوة الشرائية للستيلو ثابتة ولا تتعرض للتضخم. في التاريخ المختار 1 يناير 1977، ساوت القوة الشرائية للستيلو نصف خولده هولندي.